# A posteriori
Der Term a posteriori (mittellateinisch a ‚von … her‘ und posterius ‚das spätere, hintere, jüngere, folgende‘) bezeichnet in der Philosophie eine epistemische Eigenschaft von Urteilen: Urteile a posteriori werden auf der Basis der Erfahrung gefällt. Im Gegensatz dazu stehen Urteile a priori. Im Allgemeinen gelten alle empirischen Urteile als a posteriori. Ihre urteilstheoretische Bedeutung haben die Begriffe a priori und a posteriori erst seit Mitte des 17. Jahrhunderts, spätestens aber seit Kant. Zuvor wurden sie in der scholastischen Philosophie als Übersetzung der aristotelischen Unterscheidung zwischen „proteron“ und „hysteron“ verwendet (Bedingung und Bedingtes).
Von der neueren Verwendung abgeleitet, bezeichnet aposteriorisches Wissen ein Wissen, das durch Erfahrung, insbesondere durch sinnliche Wahrnehmung gewonnen wurde, im Unterschied zum apriorischen oder erfahrungsunabhängigen Wissen (siehe Apriorismus).

## Vormoderne Verwendung bis Leibniz
Für Aristoteles bezeichnet der Gegensatz „proteron“ und „hysteron“ die möglichen Ausgangspunkte eines Beweises. Ein Satz kann entweder anhand seiner Folgen (hysteron) oder aus Gründen (proteron) bewiesen werden. Aristoteles unterschied zusätzlich zwischen einem epistemischen, in der Wahrnehmung zuerst auftretendem „proteron“, und einem ontologisch-physikalischen, das in der Natur der Sache liegt: So ist das Allgemeine epistemisch von den Einzeldingen abhängig, diese sind ontologisch aber eine Folge der Materie.
Weitere vorneuzeitliche Autoren, die sich mit a posteriori befassten, sind Platon, Boethius, Averroes, Avicenna, Albertus Magnus und Thomas von Aquin; implizit ist es auch der Fall bei Heraklit in seiner Auseinandersetzung mit der 4 Elemente Lehre.
Leibniz unterschied Vernunftwahrheiten, die allein durch Analyse aus dem Verstand (a priori) gewonnen werden, von Tatsachenwahrheiten, die (a posteriori) auf Erfahrung beruhen. In der empirischen Erfahrung sah Leibniz keine echte Form der Erkenntnis. Er sprach ihr nur die Rolle eines Anstoßes oder Auslösers für die Tätigkeit der angeborenen Ideen zu. Selbst eine „Tatsachen-Wahrheit“, d. h. Wissen über einzelne und konkrete Sachverhalte, das aus der Erfahrung gewonnen wurde, benötigt seiner Ansicht nach eine dauerhaftere Basis als die wandelbare Natur. Auch Tatsachen müssen auf „Wahrheiten des Verstandes“ zurückgeführt werden, die dadurch zum einzigen a priori aller Erkenntnis werden.

„Vernunftwahrheiten sind notwendig und ihr Gegenteil ist unmöglich, Tatsachenwahrheiten sind kontingent und ihr Gegenteil ist möglich.“

## Urteile aposteriori bei Kant
Immanuel Kant kreuzt die epistemischen Eigenschaften des Urteils mit seiner semantischen Unterscheidung von analytischen und synthetischen Urteilen. So entstehen vier Urteilstypen:
| Synthetische Urteile a priori | Synthetische Urteile a posteriori |
| Analytische Urteile a priori  | Analytische Urteile a posteriori  |

Analytische Sätze erläutern einen Begriff entsprechend seiner Merkmale. So ist z. B. der Satz „Die Punkte auf einer Kreislinie sind gleich weit vom Mittelpunkt des Kreises entfernt“ analytisch, weil er unmittelbar aus der euklidischen Definition des Kreisbegriffes folgt. Dieses „Erläuterungsurteil“ bedarf keiner Überprüfung durch Erfahrung. Entsprechend gibt es keine analytischen Urteile a posteriori: Das analytische Verhältnis zwischen Subjektbegriff und Prädikatbegriff ist ein logisches „a priori“ des analytischen Satzes.
Eine Aussage wie „Dieser Kreis ist groß“ kann man dagegen nur machen, wenn man einen bestimmten Kreis betrachtet. Eine solche Aussage erweitert das Wissen über das Subjekt des Satzes und ist deshalb synthetisch a posteriori. Sätze dieser Art sind der Gegenstand aller empirischen Wissenschaften. Der Satz „Eine Kreislinie ist gleichmäßig gekrümmt“ hingegen ist ein synthetisches Urteil a priori: Zwar wird in der Definition des Kreises die Kreislinie dadurch bestimmt, dass alle ihre Punkte den gleichen Abstand zum Mittelpunkt haben, die gleichmäßige Krümmung ist aber keines ihrer Merkmale, das durch die Definition festgelegt wird, sondern sie ergibt sich aus der Definition und den Eigenschaften des geometrischen Raumes.
Der Zweck der Unterscheidung von Kant war es, Wahrheitskriterium synthetische Urteile a priori zu finden, da mit diesen neue Erkenntnisse unabhängig von einzelnen Beobachtungen gewonnen werden können. Hierzu zählte Kant insbesondere die Sätze der Mathematik oder allgemein gültige Sätze der reinen Naturwissenschaften, wie die Newton'schen Gesetze in der Physik, sowie gültige Grundsätze der Metaphysik der Natur und der Ethik.

## Gegenwärtige Wissenschafts- und Erkenntnistheorie
In Anlehnung an den antiken Wortgebrauch wird von einer Theoriebildung a posteriori gesprochen, wenn die durch die Theorie zu erklärenden Sachverhalte bereits eingetroffen sind. Eine Theorie, die a posteriori gebildet wurde, erfüllt hinsichtlich ihrer Wissenschaftlichkeit zunächst nur das Kriterium der Erklärungskraft und muss sich in anderer Hinsicht (Nachvollziehbarkeit, Überprüfbarkeit, Falsifizierbarkeit, Voraussagekraft) noch bewähren.
Ein alltägliches Beispiel für Theoriebildung a posteriori sind die Wirtschafts- und Börsennachrichten: Nachdem eine beobachtete Wirkung eingetreten ist, werden mögliche Ursachen für diese Entwicklung diskutiert. A posteriori gewonnene Einsichten werden dann in Prognosemodelle umgesetzt, die aufgrund der historischen Daten überprüft werden können.

## Wissen apriori und aposteriori
Im Rahmen moderner Erkenntnistheorien, z. B. dem wissenschaftlichen Erkenntnisprinzip, wird der Dualismus von apriorischem und aposteriorischem Wissen dadurch aufgelöst, dass Beobachtungen die Hypothesen notwendig bestätigen müssen (genauer: nicht falsifizieren dürfen), beziehungsweise dass allgemeinere Einsichten durch speziellere unmittelbarere Einsichten hierarchisch gestützt werden (evolutionäre Falsifizierbarkeit). Wahrheit und Wissen benötigen demnach unabdingbar beide Stützen, und es gibt kein wichtiger, echter usw.
Im Rahmen der modernen Quantenphysik (siehe z. B. Kopenhagener Deutung) wird der Gedanke des wissenschaftlichen Erkenntnisprinzips bezüglich Wahrheiten noch weiter geführt: Danach gibt es gar keine definierten Wahrheiten per se in Form festmachbaren Wissens (weder a priori noch a posteriori), sondern prinzipiell nur nützliche Beschreibungen und Wahrscheinlichkeiten. In den Quantentheorien treten notwendig verborgene Parameter, Konzepte und Sub-Theorien auf: Man kennt im Rahmen dieser (bezüglich des Detailverhaltens der Materie heute leistungsfähigsten) Theorien keine Möglichkeit, die Vorgänge in der Welt ohne diese verborgenen Konzepte gut zu beschreiben. Und dennoch sind diese verborgenen Konzepte sogar austauschbar (manchmal sogar auf „sinnlosen“ Unendlichkeiten ruhend; siehe z. B.: Eichinvarianz), also nicht in ihrer konkreten Form als „Wahrheit“ zwingend.